# Tempio della Concordia (Agrigento)
Il tempio della Concordia è un tempio greco dell'antica città di Akragas sito nella Valle dei Templi di Agrigento. Ancora oggi non si sa a chi fosse dedicato questo tempio poiché il suo attuale nome fu coniato nel XVI secolo in riferimento ad un'antica iscrizione latina ritrovata nelle sue vicinanze.
Questo tempio è di tipo periptero con cella doppia in antis.
Insieme al Partenone, è considerato il tempio dorico meglio conservato al mondo.(Discutibile, il Partenone fu in parte raso al suolo nel 1687)

## Nome
Il nome del tempio si deve ad un'errata interpretazione di uno dei primi storici siciliani, il frate domenicano Tommaso Fazello (vissuto nel XVI secolo), che lo mise in rapporto con il ritrovamento nei paraggi di un'epigrafe latina con dedica alla concordia degli agrigentini che feceva supporre l'intitolazione del santuario alla dea Concordia. In realtà, come dimostrato da successivi studi, l'iscrizione, risalente alla metà del I secolo d.C., non presenta alcun legame con il tempio ed è oggi esposta presso il museo archeologico regionale "Pietro Griffo".

## Storia

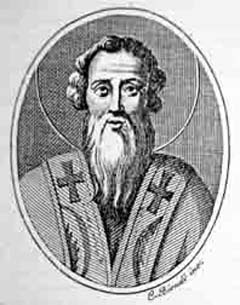
San Gregorio d'Agrigento, che trasformò il tempio in chiesa cristiana nel 597.

Fu costruito intorno al 430 a.C. sulla collina dei Templi dell'antica Akragas.

### Medioevo
Nel 597 d.C. il vescovo Gregorio II trasformò l'edificio nella nuova cattedrale della città di Girgenti intitolandola ai Santi Pietro e Paolo e distruggendo gli idoli pagani di Eber e Raps. La struttura subì diverse modifiche per adattarla a basilica e l'aspetto risultò assai modificato: fu divisa in tre navate delimitate dalle pareti del naos, forate con dodici archi (tuttora visibili); gli intercolunni furono murati, mentre l'opistodomo fu abbattuto per consentire l'ingresso dalla parte posteriore, dato che le chiese erano orientate ad ovest e il tempio a est. In epoca normanna, la chiesa fu intitolata al suo fondatore, il vescovo Gregorio (ormai canonizzato) e prese la nuova denominazione di San Gregorio delle Rape, forse in ricordo del demone pagano scacciato dal tempio da Gregorio stesso, come testimoniato dal frate domenicano Tommaso Fazello nella sua grande opera storica De rebus Siculis.

### Età moderna
Nel 1748 la chiesa fu sconsacrata e nel 1787 iniziarono i lavori di restauro voluti da Gabriele Castello, principe di Torremuzza, Regio Custode delle antichità per la Val di Mazara, e condotti dall'architetto neoclassico Carlo Chenchi, che ripristinò l'antica pianta dell'edificio, abbattendo i muri degli intercolunni, ricostruendo l'opistodomo e riportando l'ingresso ad est.
Il 25 aprile 1787 Goethe visitando Agrigento si soffermò sulla Valle dei Templi dove spese grandi parole per il tempio della Concordia ma pose anche delle critiche alla scarsa qualità del restauro praticato dal Chenchi:
(Johann Wolfgang von Goethe, Viaggio in Italia)

## Descrizione
È un quadrilatero di 19,758 metri per 42,230, poco più di un doppio quadrato che occupa una superficie di 843,38 m² e sviluppa un'altezza di 13,481 metri.
Questo tempio ha una pianta di tipo periptero, visto che oltre alla cella centrale doppia in antis (con la presenza di naos e pronao) c'è anche un colonnato perimetrale.
Questo tempio, costruito su un massiccio basamento destinato a superare i dislivelli del terreno roccioso, per lo stato di conservazione è considerato uno degli edifici sacri d'epoca classica più notevoli del mondo greco (430 a.C.).

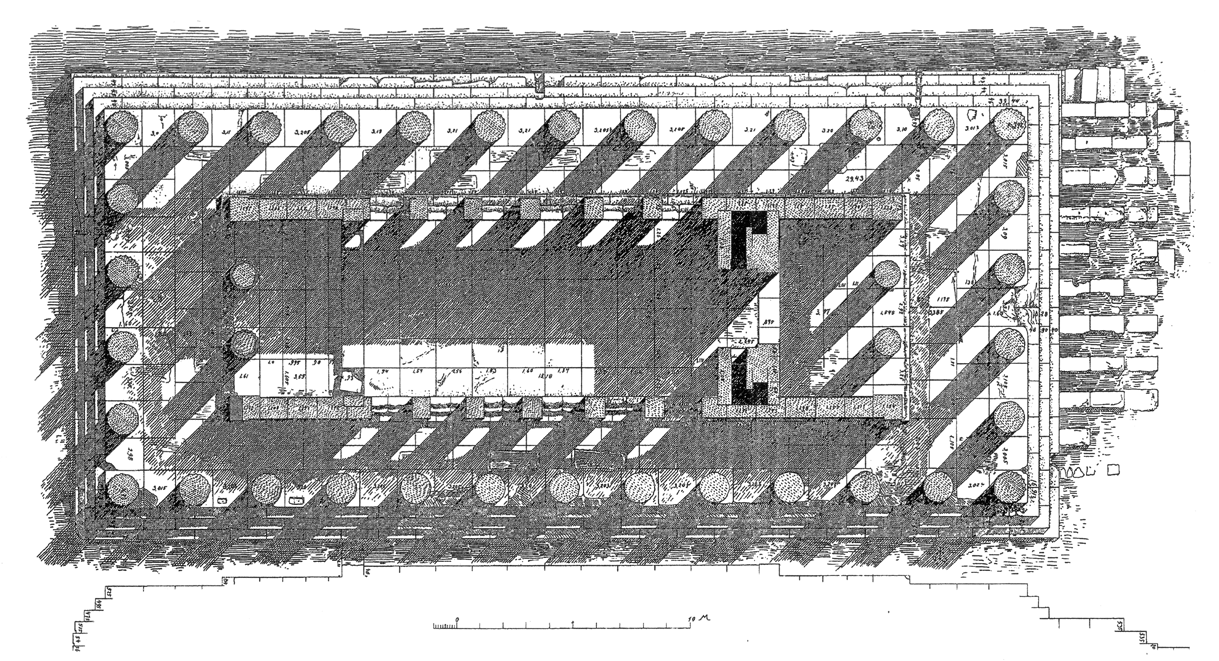
Pianta del tempio

Su un crepidoma di quattro gradini (39,44x16,91 m) si erge la conservatissima peristasi di 6x13 colonne (porticato che circonda il naos), alte 6,67 m e caratterizzate da venti scanalature e armoniosa entasi verso i 2/3 (curvatura della sezione verticale), sormontata da epistilio, fregio di triglifi e metope e cornice a mutuli; conservati sono anche in maniera integrale i timpani. Alla cella, preceduta da pronao in antis (come l'opistodomo) si accede attraverso un gradino; ben conservati sono i piloni con le scale d'accesso al tetto e, sulla sommità delle pareti della cella e nei blocchi della trabeazione della peristasi, gli incassi per la travatura lignea di copertura. L'esterno e l'interno del tempio erano rivestiti di stucco con la necessaria policromia.
La sima mostrava gronde con protomi leonine e la copertura prevedeva tegole marmoree. La sua struttura fu rafforzata per la trasformazione in chiesa cristiana (VI sec.) che comportò anzitutto un rovesciamento dell'orientamento antico, per cui si abbatté il muro di fondo della cella, si chiusero gli intercolunni e si praticarono dodici aperture arcuate nelle pareti della cella, così da costituire le tre navate canoniche, le due laterali nella peristasi e quella centrale coincidente con la cella. Distrutto poi l'altare d'epoca classica e sistemate negli angoli a est le sacrestie, l'edificio divenne organismo basilicale virtualmente perfetto. Le fosse scavate all'interno e all'esterno della chiesa si riferiscono a sepolture alto-medievali, secondo la consuetudine collocate in stretto rapporto con la basilica.

## Allineamento archeoastronomico
Come quasi tutti i templi greci, esso risulta allineato secondo la direzione est-ovest. In particolare sono stati eseguiti in passato degli studi sul suo allineamento con il sorgere del sole durante l'equinozio di primavera.

## Galleria d'immagini

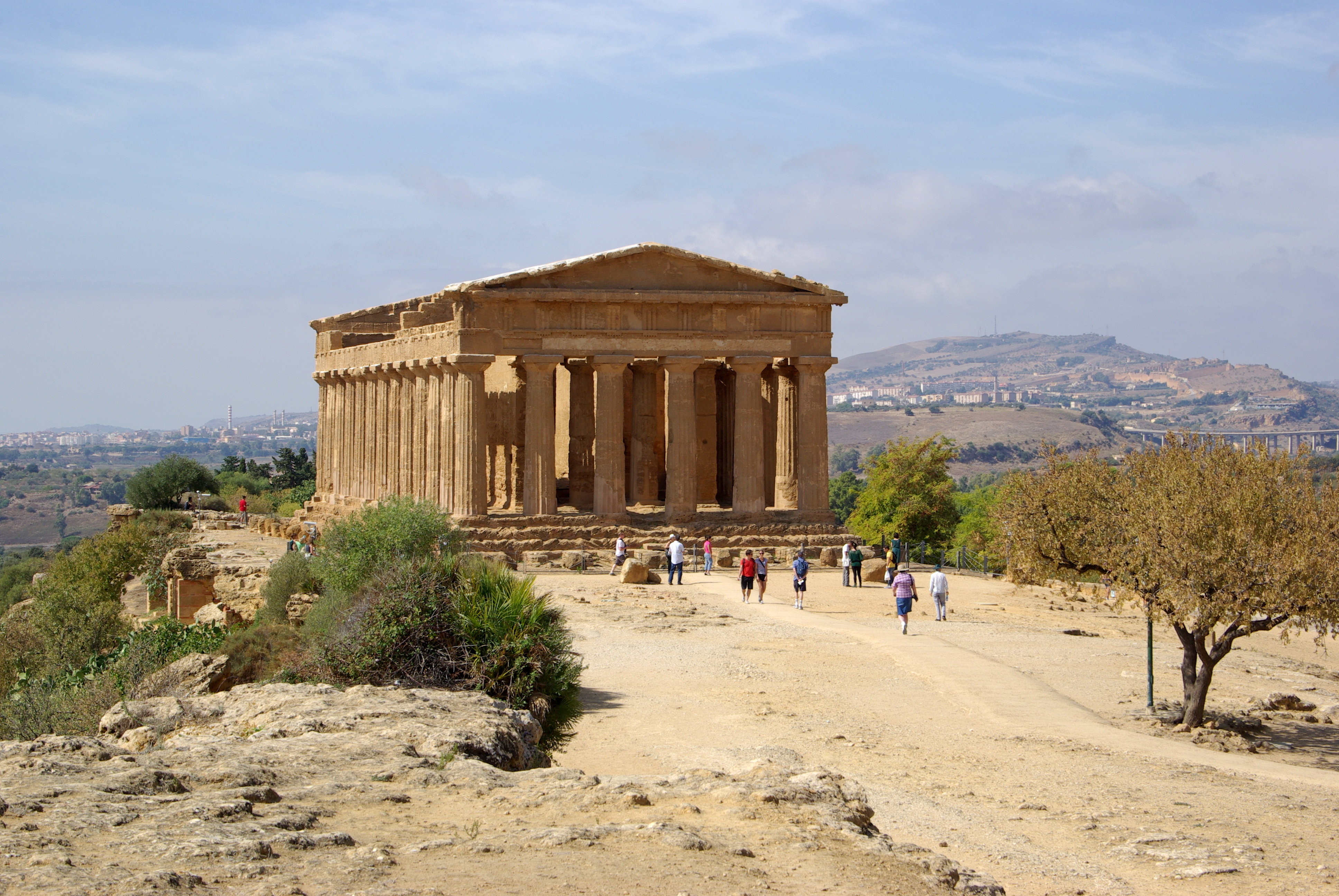
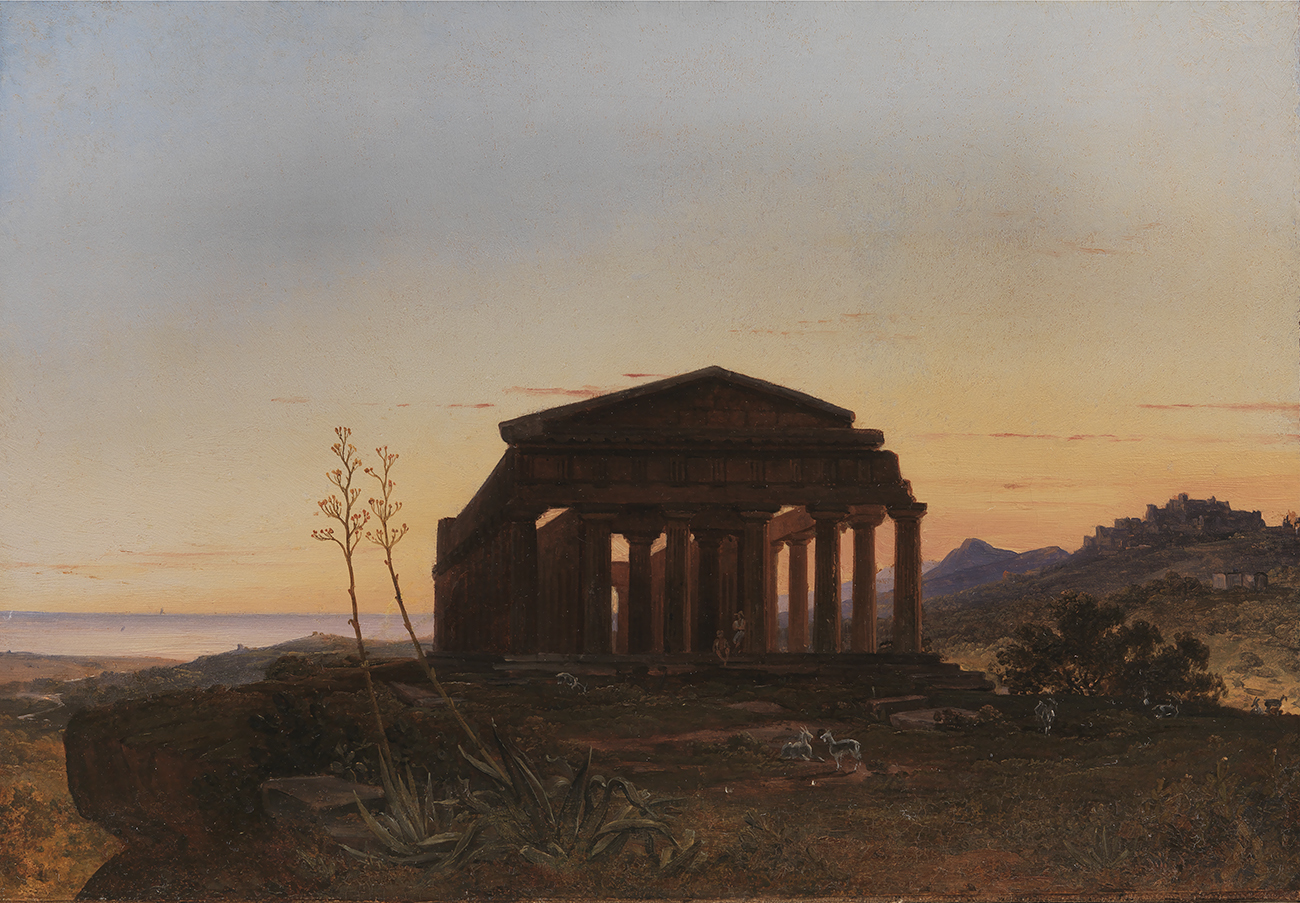
Il tempio rappresentato da Franz Ludwig Catel nel 1820
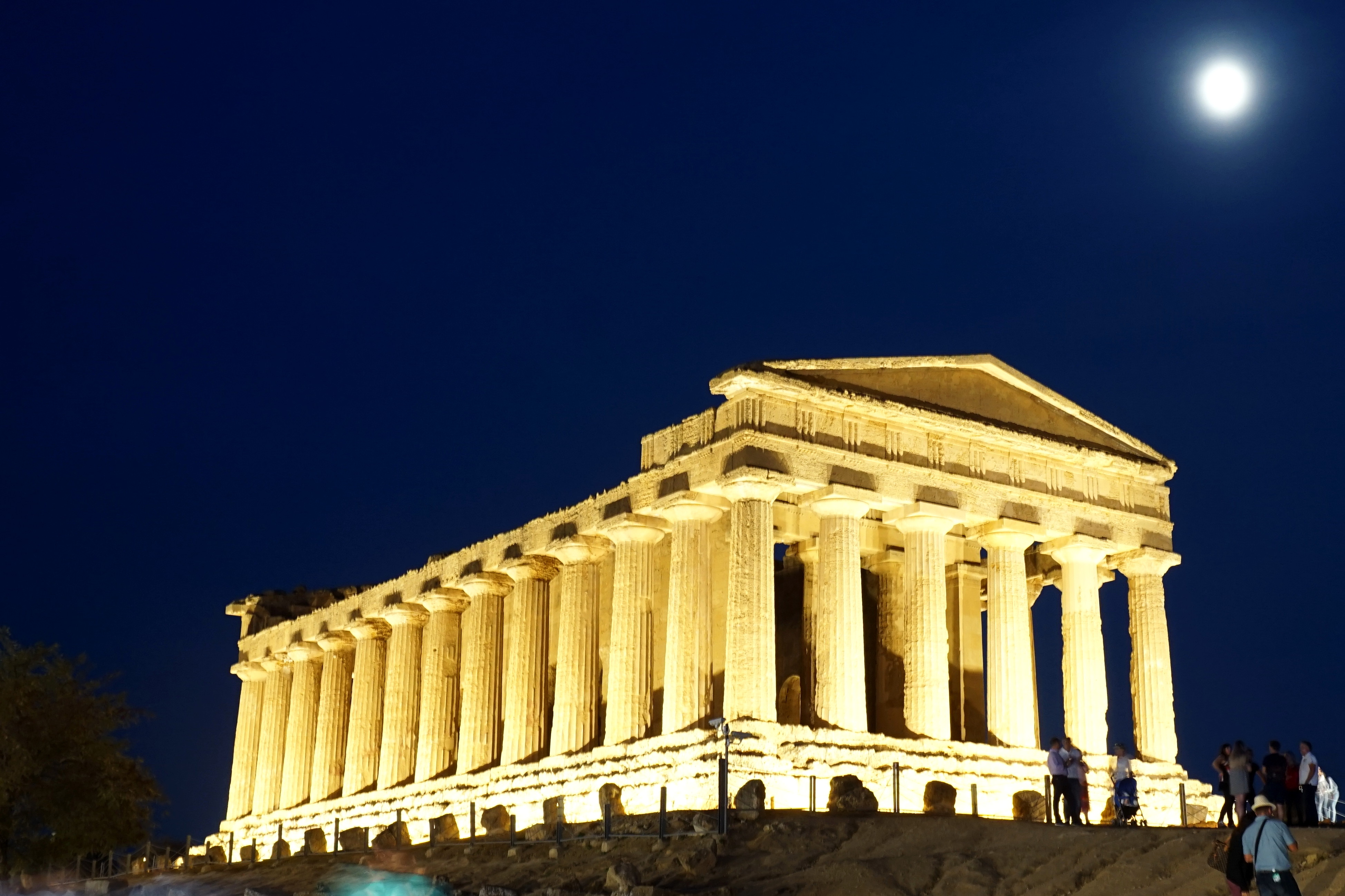
Foto notturna
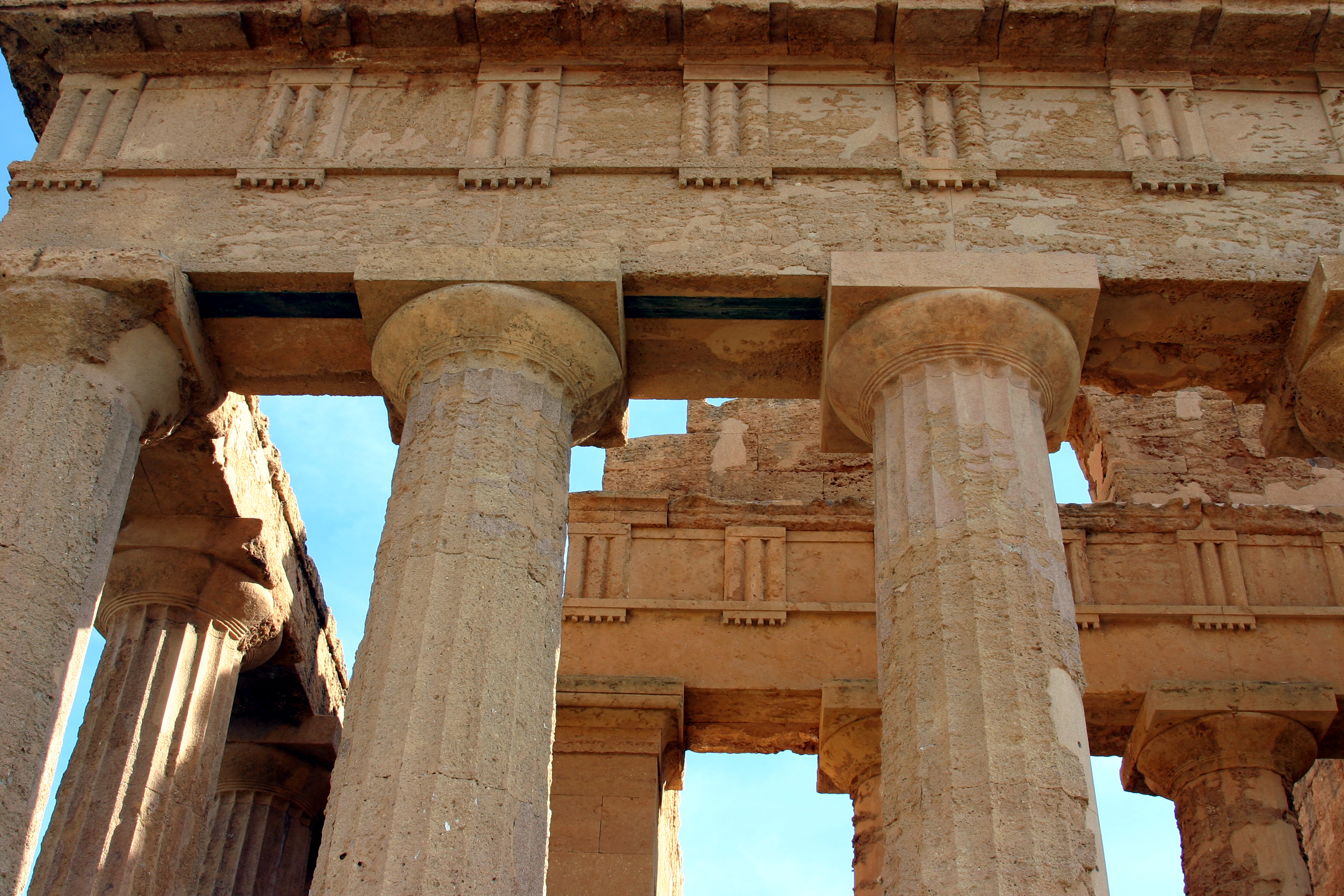
Dettaglio della facciata
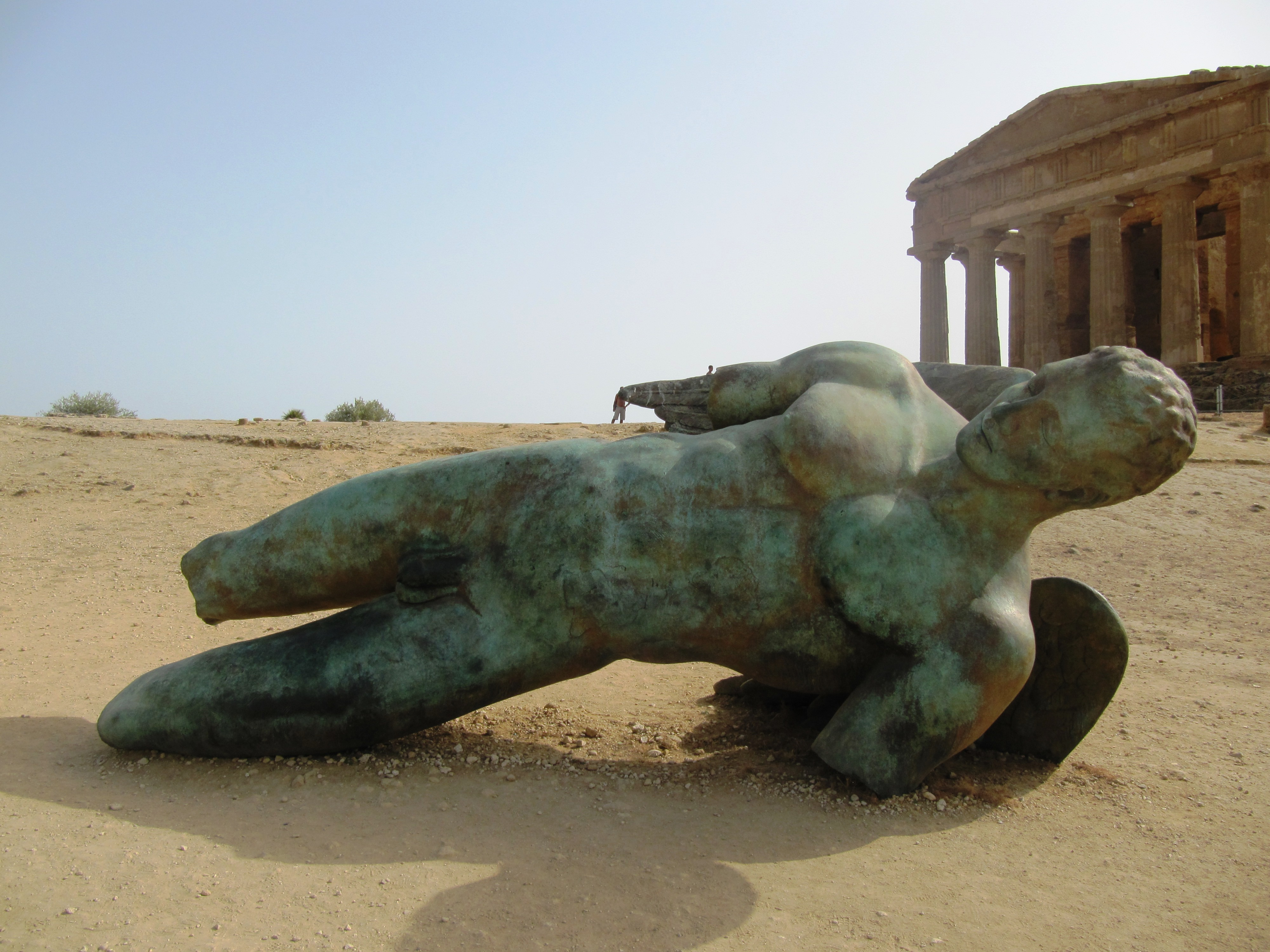
L'Icaro caduto (2011) di Igor Mitoraj
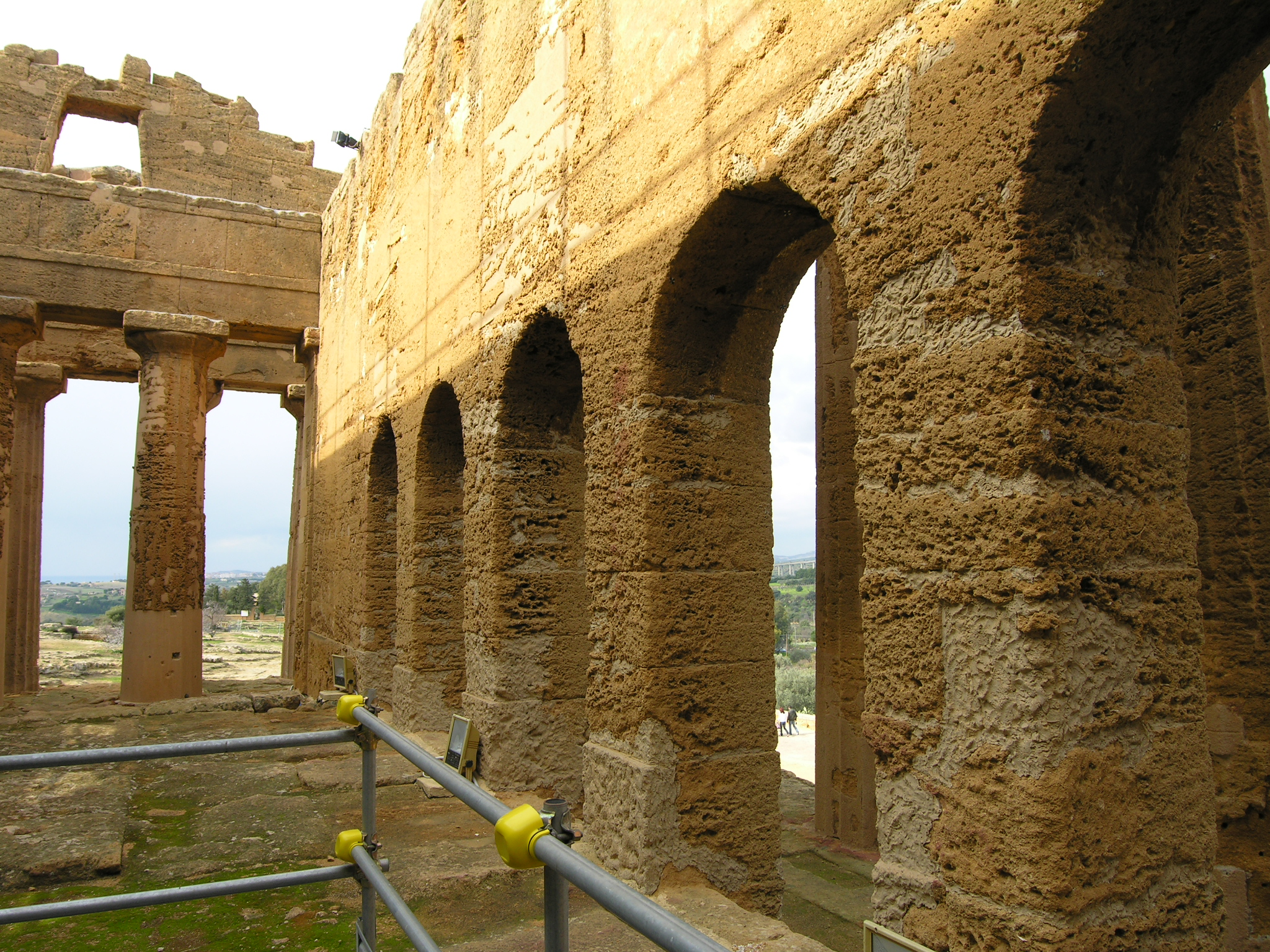
La cella
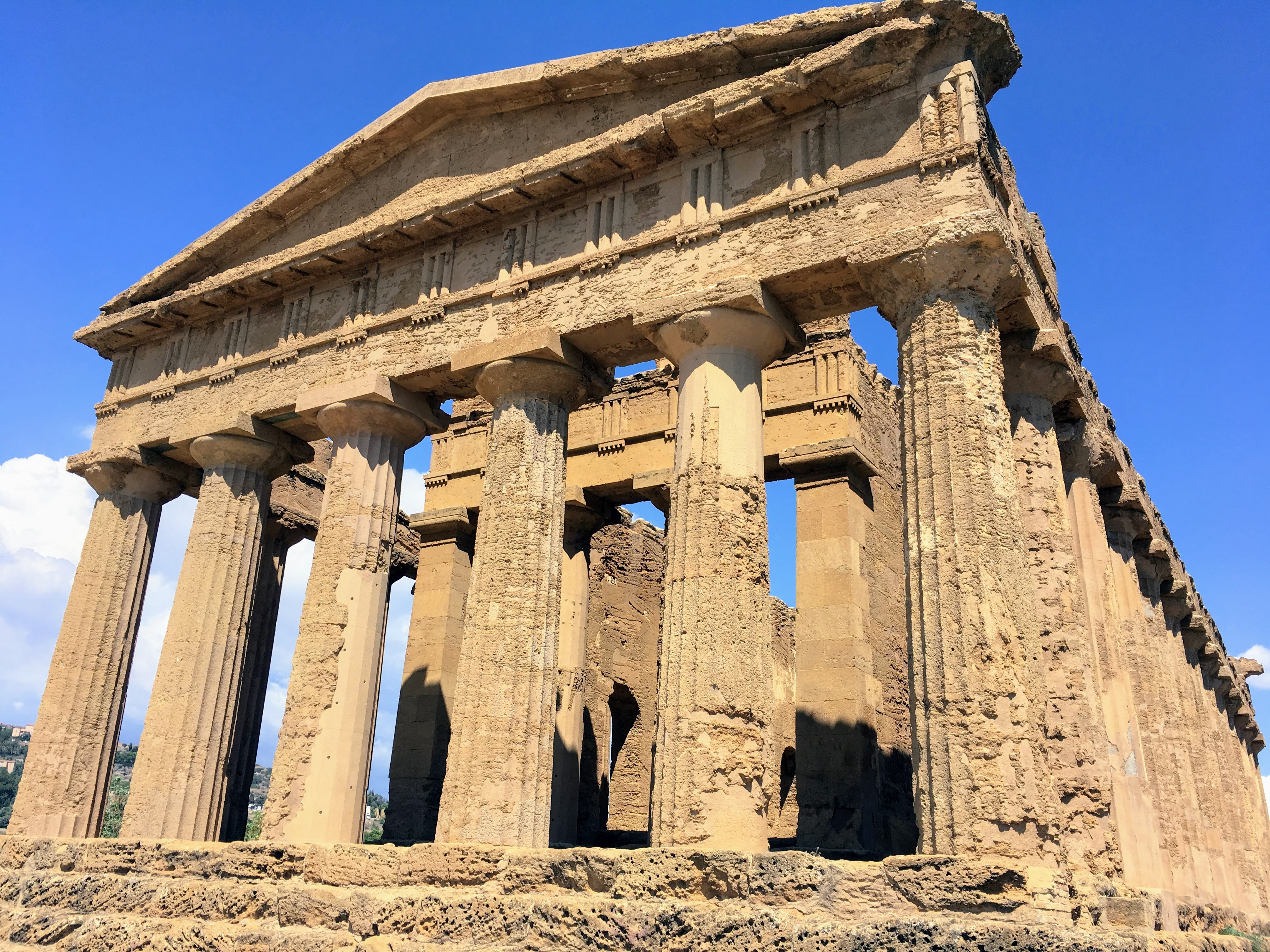